# Begrensde operator
In de wiskunde is een begrensde operator een lineaire afbeelding tussen genormeerde vectorruimten waarvan de operatornorm eindig is. Onder een begrensde operator is het beeld van een begrensde verzameling weer begrensd. Voor lineaire operatoren is begrensdheid equivalent met continuïteit.

## Definitie
Een lineaire afbeelding {\displaystyle A\colon V\to W} tussen de genormeerde vectorruimten
{\displaystyle V} en {\displaystyle W} heet een begrensde operator als de operatornorm van {\displaystyle A} eindig is: 
{\displaystyle \|A\|_{\text{op}}<\infty }
Voor een begrensde operator {\displaystyle A\colon V\to W} is voor alle {\displaystyle v\in V}:
{\displaystyle \|Av\|\leq \|A\|_{\text{op}}\|v\|}

## Eigenschappen
Een begrensde operator {\displaystyle A\colon V\to W} is continu. Voor alle {\displaystyle \varepsilon >0} geldt immers:
{\displaystyle \|v-v_{0}\|<{\frac {\varepsilon }{\|A\|_{\text{op}}}}\quad \Longrightarrow \quad \|Av-Av_{0}\|<\varepsilon }
Omgekeerd geldt voor een continue operator {\displaystyle A\colon V\to W} dat er een {\displaystyle \delta >0} is, waarvoor {\displaystyle \|Av\|\leq 1} voor alle  {\displaystyle v\in V} met {\displaystyle \|v\|\leq \delta }.
Dan is voor {\displaystyle v\neq 0}:
{\displaystyle \|Av\|={\|v\| \over \delta }\left\|A\left(\delta {v \over \|v\|}\right)\right\|\leq {\|v\| \over \delta }\cdot 1={1 \over \delta }\|v\|\leq \|A\|_{\text{op}}\|v\|}
en dus is {\displaystyle A} begrensd, aangezien;
{\displaystyle \|A\|_{\text{op}}=\sup \left\{{\frac {\|Av\|}{\|v\|}}:v\in V{\mbox{ met }}v\neq 0\right\}}

## Voorbeelden
Een lineaire operator {\displaystyle A\colon V\to W} tussen eindigdimendionale vectorruimten {\displaystyle V} en {\displaystyle W} is begrensd.
De differentiaaloperator {\displaystyle D=\mathrm {d} /\mathrm {d} x} voor de differentieerbare functies op het interval {\displaystyle [0,1]} is niet begrensd onder de supremumnorn {\displaystyle \|\cdot \|_{\infty }}. Er geldt namelijk 
{\displaystyle \|x^{n}\|_{\infty }=1}, maar {\displaystyle \|Dx^{n}\|_{\infty }=n}

## Structuren
De begrensde lineaire operatoren tussen twee genormeerde vectorruimten {\displaystyle V} en {\displaystyle W} vormen opnieuw een genormeerde vectorruimte {\displaystyle {\mathcal {L}}(V,W)} met als norm de operatornorm.
Als de doelruimte {\displaystyle W} met betrekking tot haar norm volledig is (t.t.z. een Banachruimte), dan is {\displaystyle {\mathcal {L}}(V,W)} volledig met betrekking tot the operatornorm.
De samenstelling van twee begrensde operatoren {\displaystyle A\colon V\to W} en {\displaystyle B\colon W\to X} is opnieuw een begrensde operator {\displaystyle BA\colon V\to X} en zijn operatornorm is niet groter dan het product van de afzonderlijke normen:
{\displaystyle \|BA\|\leq \|A\|.\|B\|}
In het bijzonder is de samenstelling van begrensde operatoren een continue functie {\displaystyle {\mathcal {L}}(V,W)\times {\mathcal {L}}(W,X)\to {\mathcal {L}}(V,X).}
Als {\displaystyle V} een Banachruimte is, dan vormt de ruimte {\displaystyle {\mathcal {L}}(V,V)}, met de optelling en samenstelling van operatoren en de operatornorm, het canonieke voorbeeld van een (niet noodzakelijk commutatieve) Banach-algebra met als eenheidselement de identieke transformatie van {\displaystyle V.}